# Julius Lacher
Julius Lacher (* 28. Juni 1845 in Karlsruhe; † 12. Dezember 1919 ebenda) war ein seit 1871 im badischen Staatsdienst stehender Jurist und Amtsvorstand, vergleichbar mit einem heutigen Landrat.

## Familie
Julius Lacher wurde geboren als Sohn des Friedrich Lacher, Kontrolleur der Amortisationskasse, und Maria geborene Eckert. Julius Lacher heiratete am 27. Februar 1873 Maria geborene Daferner (* 16. April 1851 in Gießen), Tochter des Martin Daferner und der Sophia geborene Staudinger. Aus Lachers Ehe gingen drei Kinder hervor: Friedrich (* 23. April 1874), Maria (* 13. April 1877) und Mathilde (* 23. März 1878).

## Leben
Lacher legte 1864 am Lyzeum Karlsruhe die Reifeprüfung ab. Ab dem Wintersemester 1864/65 studierte er Rechtswissenschaften an der Universität Heidelberg; vom Wintersemester 1866/67 bis Sommersemester an der Universität Berlin und danach an der Universität Freiburg.
Vom 22. Dezember 1868 bis 1870 arbeitete er als Rechtspraktikant und Volontär bei verschiedenen Verwaltungsstellen. Seine erste Anstellung als Amtsgehilfe erhielt er beim Bezirksamt Emmendingen von Mai 1870 bis Januar 1871. Am 4. Mai 1871 wurde er Gehilfe beim Bezirksamt Lörrach. Er arbeitete ab dem 15. November 1871 im Sekretariat im Ministerium des Innern und wurde am 18. Dezember 1872 Amtmann beim Bezirksamt Rastatt. Am 3. Juni 1874 wechselte er als Amtmann zum Bezirksamt Tauberbischofsheim.
Am 27. Juli 1875 wurde er Amtsvorstand beim Bezirksamt Eppingen und wechselte am 7. Juni 1876 Amtsvorstand zum Bezirksamt Adelsheim, wo er am 8. Mai 1878 Oberamtmann und Amtsvorstand wurde. Am 17. April 1879 wechselte er als Oberamtmann und Amtsvorstand zum Bezirksamt Bretten, am 9. April 1884 zum Bezirksamt Müllheim und am 9. Juni 1888 zum Bezirksamt Wertheim.
Am 14. Oktober 1895 wurde er Oberamtmann und zweiter Beamter beim Bezirksamt Mannheim. Am 13. Juni 1899 wurde er als Geheimer Regierungsrat und Kollegialmitglied des Verwaltungshofes in Karlsruhe berufen, bevor er dann am 10. Januar 1911 zum Geheimen Oberregierungsrat ernannt und in den Ruhestand versetzt wurde.

## Auszeichnungen
- 1885 Ritterkreuz 1. Klasse des Zähringer Löwen-Ordens
- 1902 Ritterkreuz 1. Klasse mit Eichenlaub des Zähringer Löwen-Ordens
- 1902 Badische Jubiläumsmedaille